# Campeonato Nacional de Rodeo de 2003
El Campeonato Nacional de Rodeo de 2003 coronó a los mejores ganadores del rodeo de la temporada 2002-2003 y se disputó en la Medialuna Monumental de Rancagua durante el 4 y el 6 de abril de 2003 y fue transmitido para todo el país por las pantallas de TVN. Todas la miradas estaban puestas a que Juan Carlos Loaiza igualara la cantidad de títulos del mítico jinete Ramón Cardemil (7 títulos nacionales), pero obtuvo el segundo lugar. El campeonato fue ganado por Sebastián Walker y Camilo Padilla, jinetes del criadero Vista Volcán, quienes montaron a "Destape" y "Lucero", empatando el récord nacional de 41 puntos buenos.

## Antecedentes
Este fue el último año donde se organizaron los clasificatorios Sur, Norte y el Repechaje, disputados en las medilunas de Valdivia (Clasificatorio Sur), Las Vizcachas (Clasificatorio Norte) y Santa Cruz (Repechaje). Para la temporada 2003-2004, se instauraron por motivos de distancia, cuatro clasificatorios, 2 Centro-Sur y 2 Centro-Norte.

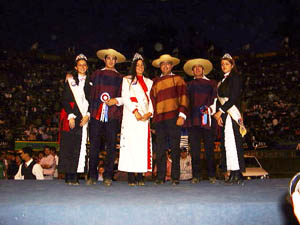
Sebastián Walker y Camilo Padilla celebran el título.

La sorpresa fue muy grande dentro de la medialuna, ya que uno de los campeones fue Sebastián Walker que se convirtió en el segundo jinete más joven en ganar un "Champion de Chile", con 23 años ya que junto a su compañero Camilo Padilla (jinete profesional) y montando a los potros "Destape" y "Lucero", lograron unos espectaculares 41 puntos empatando el puntaje récord de 2001 y que sería quebrado posteriormente en el año 2006 por Claudio Hernández y Rufino Hernández. Este triunfo fue muy importante para la organización universitaria de rodeo Onares ya que por primera vez desde su creación, un jinete universitario lograba el campeonato (Sebastián Walker pertenecía a la Universidad Católica).
El "sello de raza" (premio que distingue al caballo que presenta la mayor pureza racial), lo obtuvo "Acampao" que fue montado por José Puertas y el campeón del movimiento de la rienda fue nuevamente el curicano Alfonso Navarro montando a "Alaraco" con 60 puntos. El popular "Chiqui" Navarro obtuvo su tercer título y fue una gran alegría para este jinete ya que no pudo clasificar a la serie de campeones.

## Resultados

### Serie de campeones
La serie de campeones la disputaron 35 colleras (parejas). El jurado de la final fue compuesto por José Miguel Vergara, Marcelo Monsalve, Marcos Millán; mientras que el delegado fue Adolfo Melo Arens.
| Cuarto Animal 2003 | Cuarto Animal 2003                   | Cuarto Animal 2003          | Cuarto Animal 2003 | Cuarto Animal 2003 |
| ------------------ | ------------------------------------ | --------------------------- | ------------------ | ------------------ |
| Lugar              | Jinetes                              | Caballos                    | Asociación         | Puntaje            |
| 1.º                | Sebastián Walker y Camilo Padilla    | "Destape" y "Lucero"        | Valdivia           | 41                 |
| 2.º                | Juan Carlos Loaiza y Eduardo Tamayo  | "Estimulada" y "Barricada"  | Valdivia           | 40                 |
| 3.º                | Gastón Salazar y Pedro Pablo Salazar | "Presumida" y "Firmeza III" | Talca              | 35                 |
| 4.º                | Luis Pérez y Jorge Gutiérrez         | "Platanito" y "Don Chalo"   | Valdivia           | 33                 |
| 5.º                | Juan Carlos Loaiza y Eduardo Tamayo  | "Talento" y "Almendra"      | Valdivia           | 31                 |
| 6.º                | Diego Pacheco y Luis Huenchul        | "Orayon" y "Entonao"        | Colchagua          | 29                 |
| 7.º                | José Luis Meier y Marcelo Rivas      | "Guindo" y "Guindao"        | Bío-Bío            | 28                 |
| 8.º                | José Manuel Pozo y Alejandro Pozo    | "San Clemente" y "Peumo"    | Talca              | 27                 |

### Serie Mixta-Criaderos
- 1.º Lugar: Juan Carlos Loaiza y Eduardo Tamayo en "Talento" y "Almendra" (Valdivia), 32 puntos.[4]
- 2.º Lugar: José Manuel Pozo y Alejandro Pozo en "San Clemente" y "Peumo" (Talca), 31 puntos.
- 3.º Lugar: Gustavo Valdebenito y Ramón Belmar en "Cristóbal" y "Regalón" (Malleco y Arauco), 29 puntos.
- 4.º Lugar: Juan Carlos Loaiza y Eduardo Tamayo en "Estimulada" y "Barricada" (Valdivia), 29 puntos.

### Serie Caballos
- 1.º Lugar: Hernán Ordóñez e Iván Gallardo en "Huascazo" y "Lucero" (Llanquihue-Chiloé), 23 puntos.[5]
- 2.º Lugar: Francisco Navarro y Alejandro Epple en "Ritual" y "Figurín" (Osorno), 22 puntos.
- 3.º Lugar: Juan Muñoz y Raúl Parrao en "Vivaracho" y "Relincho" (Talca), 22 puntos.

### Serie Yeguas
- 1.º Lugar: Gastón Salazar y Pedro Salazar en "Presumida" y "Firmeza III" (Talca), 29 puntos.[6]
- 2.º Lugar: Ricardo de la Fuente y Luis Cortés en "Disculpa" y "Fantasía" (Valdivia), 28 puntos.
- 3.º Lugar: Claudio Hernández y Rufino Hernández en "Pelusita" y "Calulita" (Talca), 27 puntos.

### Serie Potros
- 1.º Lugar: Luis Frohlich y Ricardo Tapia en "Pocoa" y "Estrellero" (Osorno), 34 puntos.[7]
- 2.º Lugar: Juan Carlos Loaiza y Eduardo Tamayo en "Diluvio" y "Dedal" (Valdivia), 32 puntos.
- 3.º Lugar: Leonardo García y Christian Pooley en "Espuelazo" y "Naquenveque" (Cautín), 27 puntos.
- 3.º Lugar: Mario Valencia y Fernando Raffo en "Mi Señor" y "Estafado" (Valparaíso), 27 puntos.

### Primera Serie Libre A
- 1.º Lugar: Sebastián Walker y Camilo Padilla en "Lucero" y "Destape" (Valdivia), 34 puntos.[8]
- 2.º Lugar: José Meier y Marcelo Rivas en "Maceteado" y "Linchaco" (Biobío), 32 puntos.
- 3.º Lugar: José Martínez y Juan Martínez en "Primavera" y "El Último Bellaquito" (Ñuble), 29 puntos.
- 4.º Lugar: José Manuel Rey y Pedro Molina en "Indulgente" y "Recoveco" (Curicó), 27 puntos.
- 5.º Lugar: Luis Aliro Pérez y Jorge Gutiérrez en "Platanito" y "Don Chalo" (Llanquihue-Chiloé), 25 puntos.

### Primera Serie Libre B
- 1.º Lugar: Diego Pacheco y Luis Huenchul en "Orayón" y "Entonao" (Colchagua), 42 puntos.[9]
- 2.º Lugar: Alfonso Angulo y Alberto Mohr en "Cara Buena" y "Ganchito Enredao" (Osorno), 33 puntos.
- 3.º Lugar: José Puertas y Cristián Zamorano en "Acampao" y "Hereje" (Curicó), 30 puntos.
- 4.º Lugar: Rodrigo Errázuriz y Santiago Naretto en "Codeguano" y "Consentido" (O'Higgins), 27 puntos.
- 5.º Lugar: Mario Matzner y Leonidas Rosas en "Enroscado" y "Escogido" (Llanquihue-Chiloé), 24 puntos.

### Segunda Serie Libre A
- 1.º Lugar: Claudio Ríos y José León en "Billete" y "Amigo Es" (Valdivia), 30 puntos.[10]
- 2.º Lugar: Alejandro Loaiza y Felipe Jiménez en "Parranda" y "Arisca" (Santiago Oriente y O'Higgins), 30 puntos.
- 3.º Lugar: Claudio Hernández y Rufino Hernández en "Pegadito" y "Contubernio II" (Talca), 26 puntos.
- 4.º Lugar: Alejandro Alvariño y Héctor Navarro en "Estanciero" y "Don Manuel" (Valdivia), 26 puntos.

### Segunda Serie Libre B
- 1.º Lugar: Jorge Valderrama y Pablo Aguirre en "Ministro" y "Estero" (Santiago Oriente), 33 puntos.[11]
- 2.º Lugar: José Meier y Marcelo Rivas en "Guindo" y "Guindao" (Biobío), 28 puntos.
- 3.º Lugar: Roberto Dabed y Luis Dinamarca en "Chitán" y "Parrandero" (Limarí), 27 puntos.
- 4.º Lugar: Arturo Correa y Jaime Ramírez en "Gavetero" y "Concho" (San Felipe), 26 puntos.

## Clasificatorios
- Valdivia: Leonardo García y Christian Pooley "Escarabajo" y "Piropero" (Cautín), 32 puntos.[12]
- Puente Alto: Alfredo Moreno y Óscar Bustamante "Fugitivo" y "Encontrón" (Talca), 32 puntos.[13]
- Santa Cruz: Juan Carlos Loaiza y Eduardo Tamayo en "Diluvio" y "Dedal" (Valdivia), 31 puntos.[14]

## Cuadro de honor temporada 2002-2003

### Jinetes
- 1.º Juan Carlos Loaiza
- 2.º Camilo Padilla
- 3.º Eduardo Tamayo
- 4.º Sebastián Walker
- 5.º Gastón Salazar
- 6.º Diego Pacheco
- 7.º Pedro Salazar
- 8.º José Meier
- 9.º Luis Huenchul
- 10.º Leonardo García

### Caballos
- 1.º San Clemente
- 2.º Peumo
- 3.º Lucero
- 4.º Consentido
- 5.º Contubernio II
- 6.º Encontrón
- 7.º Pegadito
- 8.º Billete
- 9.º Vivaracho
- 10.º Don Manuel

### Yeguas
- 1.º Estimulada
- 2.º Presumida
- 3.º Barricada
- 4.º Almendra
- 5.º Firmeza III
- 6.º Pelusita
- 7.º Calulita
- 8.º Arisca
- 9.º Parranda
- 10.º Cara Buena

### Potros
- 1.º Lucero
- 2.º Destape
- 3.º Oyarón
- 4.º Talento
- 5.º Escarabajo
- 6.º Don Chalo
- 7.º Platanito
- 8.º Entonao
- 9.º Guindo
- 10.º Acampao